# Megarthroglossus becki
Megarthroglossus becki är en loppart som beskrevs av Tipton et Allred 1952. Megarthroglossus becki ingår i släktet Megarthroglossus och familjen mullvadsloppor. Inga underarter finns listade i Catalogue of Life.